# Associazione Sportiva Casale F.B.C. 1961-1962
Questa voce raccoglie le informazioni riguardanti l'Associazione Sportiva Casale F.B.C. nelle competizioni ufficiali della stagione 1961-1962.

## Rosa
| N. |                   | Ruolo | Calciatore          |
| -- | ----------------- | ----- | ------------------- |
|    | Italia (bandiera) | D     | Piero Aggradi       |
|    | Italia (bandiera) |       | Battezzati          |
|    | Italia (bandiera) | C     | Remigio Bellini     |
|    | Italia (bandiera) | C     | Mario Benedetti     |
|    | Italia (bandiera) | C     | Giuseppe Castano    |
|    | Italia (bandiera) | C     | Carlo Fante         |
|    | Italia (bandiera) | P     | Luigi Ferrero       |
|    | Italia (bandiera) | A     | Adriano Manzino     |
|    | Italia (bandiera) | A     | Norberto Mascheroni |

| N. |                   | Ruolo | Calciatore       |
| -- | ----------------- | ----- | ---------------- |
|    | Italia (bandiera) | D     | Giuseppe Moretti |
|    | Italia (bandiera) | A     | Angelo Moro      |
|    | Italia (bandiera) | D     | Rocco Panio      |
|    | Italia (bandiera) | C     | Roberto Passarin |
|    | Italia (bandiera) | P     | Mario Prina      |
|    | Italia (bandiera) | A     | Adriano Russi    |
|    | Italia (bandiera) | C     | Amilcare Santoni |
|    | Italia (bandiera) | A     | Giuseppe Tornari |
|    | Italia (bandiera) | D     | Cesare Turola    |